# پیل (نور)
پیل، روستایی از توابع بخش بلده شهرستان نور در استان مازندران در ایران است.

## جمعیت
این روستا در دهستان اوزرود قرار دارد و براساس سرشماری مرکز آمار ایران در سال ۱۳۸۵، جمعیت آن ۵۳ نفر (۲۳خانوار) بوده است.
اما در تابستان جمعیت آن به بیش از ۱۰۰ خانوار می‌رسد و جمعیت شرکت کننده در یادواره شهدای این روستا به بیش از هزار پانصد نفر می‌رسد. مردم این روستا به زبان مازندرانی صحبت می‌کنند.